# Dichocrocis polystidzalis
Dichocrocis polystidzalis là một loài bướm đêm trong họ Crambidae.